# Ladra
Ladra – wieś w Słowenii, w gminie Kobarid. W 2018 roku liczyła 145 mieszkańców.